# Марх (Брайсгау)
Марх (нем. March) — община в Германии, в земле Баден-Вюртемберг.
Подчиняется административному округу Фрайбург. Входит в состав района Брайсгау — Верхний Шварцвальд. Население составляет 8754 человека (на 31 декабря 2010 года). Занимает площадь 17,78 км².
Коммуна подразделяется на 4 сельских округа.

## Известные уроженцы
- Маттиас Гинтер (р. 1994) — немецкий футболист.

## Фотографии

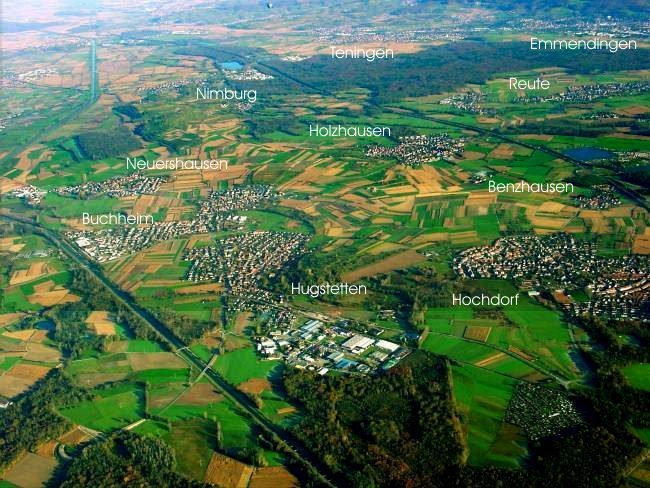
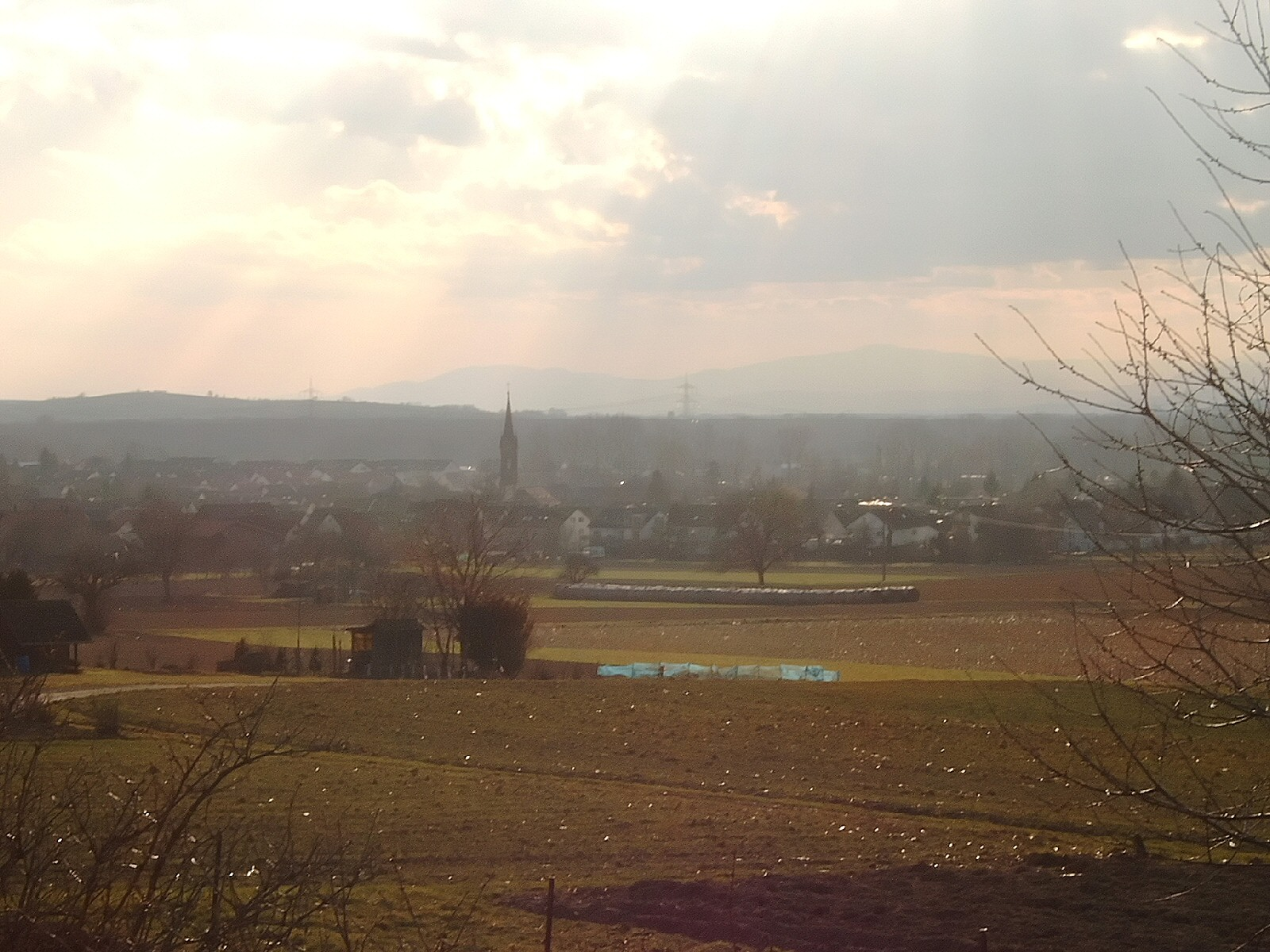
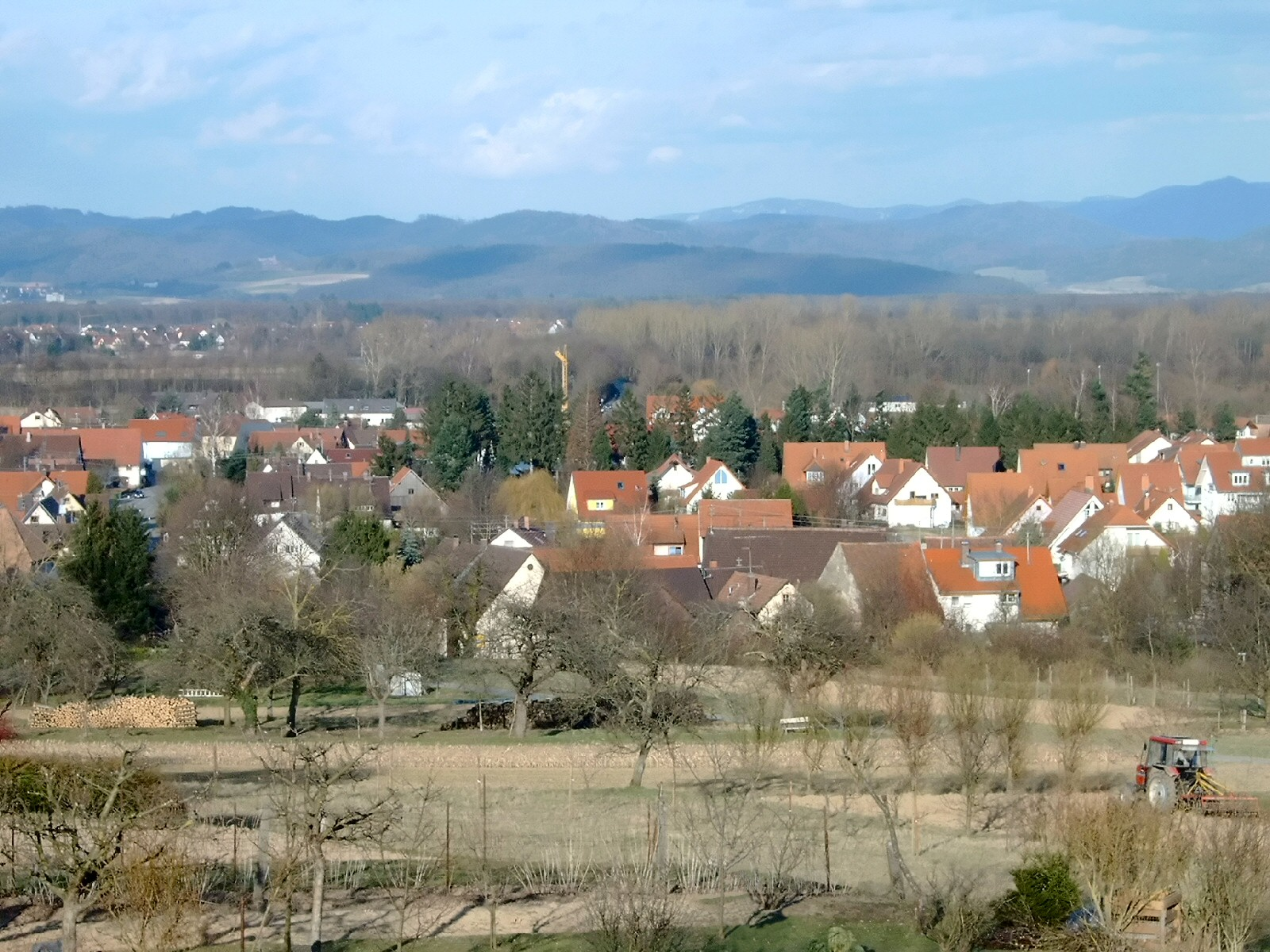
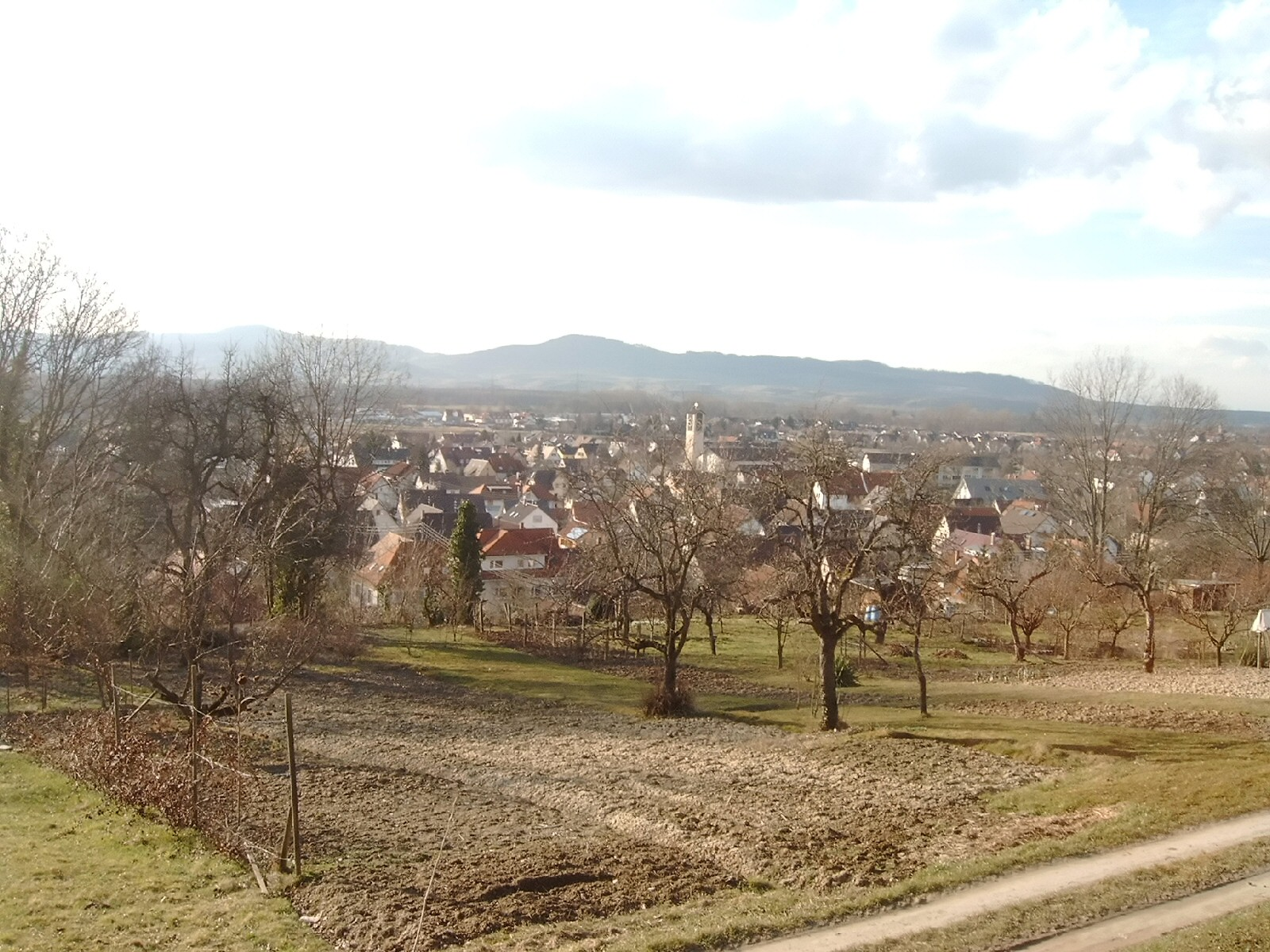